# Izaak Lourie
Izaak Lourie (biał. Ісак Рыгоравіч Лур'е) (ur. 23 sierpnia 1890 w Pińsku, zm. po 1933) – białoruski dyplomata żydowskiego pochodzenia.
Urodził się w rodzinie fabrykanta i działacz syjonistycznego Grzegorza Louriego. Ukończył gimnazjum realne w Pińsku, później kształcił się w Imperatorskim Instytucie Archeologicznym w Moskwie, gdzie w 1911 obronił pracę doktorską. Ukończył również naukę w prawniczym liceum demidowskim. Był członkiem kolegium redakcyjnego gazety „Pinskij listok”.
W czasie I wojny światowej znalazł się w Sztokholmie, gdzie redagował „Skandinawskij wiestnik” (1915–1918).
W latach 1919–1921 pełnił obowiązki konsula i radcy handlowego Białoruskiej Republiki Ludowej w Kopenhadze. Stał na czele Białoruskiego Biura Prasowego, pracował nad powołaniem Białoruskiej Izby Handlowej. Utrzymywał kontakty z organizacjami szwedzkimi, duńskimi i norweskimi, próbując zjednać narody skandynawskie do poparcia niepodległości Białorusi.
W styczniu 1921 przeniósł się do Kowna, gdzie został wydawcą Biuletynu Białoruskiego Biura Prasowego.
Z uwagi na zawarcie małżeństwa z sopocianką Anną Wikner w drugiej połowie 1921 opuścił granice Litwy - odtąd reprezentował Białoruś w Wolnym Mieście Gdańsku, gdzie był wydawcą pism „Danziger Wochenblatt”, „Danziger Stimme” oraz „Danzigs Handel und Hafen”, jak również rosyjskojęzycznych „Dancygskij Wiestnik” i „Dancygskij Kurier”.
Był poliglotą: posługiwał się językami białoruskim, rosyjskim, polskim, jidysz, niemieckim, francuskim, duńskim i szwedzkim.